# Ozero Svjatoje (sjö i Belarus, Vitsebsks voblast, lat 55,73, long 28,98)
Ozero Svjatoje (ryska: Озеро Святое) är en sjö i Belarus.   Den ligger i voblasten Vitsebsks voblast, i den norra delen av landet, 220 km norr om huvudstaden Minsk. Ozero Svjatoje ligger 153 meter över havet.
I omgivningarna runt Ozero Svjatoje växer i huvudsak blandskog. Runt Ozero Svjatoje är det ganska tätbefolkat, med 72 invånare per kvadratkilometer.